# Mirza Delibašić
Mirza Delibašić (Tuzla, 9. siječnja 1954. – Sarajevo, 8. prosinca 2001.) bio je bosanskohercegovački košarkaš i trener. Uvršten je među 50 osoba koje su najviše pridonijele Euroligi.

## Igračka karijera

### Klupska karijera
Kao dijete bio je izvrstan igrač špekulama. Športsku karijeru započeo je skupa s prijateljem Mirzom Berbićem, poslije poznatim košarkaškim sucem. Delibašić je trenirao nogomet u malom klubu Polet. Nakon nogometa okrenuli su se tenisu, jer su im teniska igrališta bila blizu domova. Tadašnji Teniski klub Sloboda bio je među najbolje organiziranima u cijeloj Jugoslaviji. Delibašić je četiri godine trenirao i bio je vrlo nadaren za tenis. U završnici republičkog prvenstva pobijedio je prijatelja Berbića. Te 1968. godine postao je pionirski prvak Bosne i Hercegovine u tenisu. Delibašić je igrao i rukomet za gimnaziju na školskim prvenstvima. Na kraju su oboje otišli u košarku. Prvi su im treneri bili su Anto Ramljak i Zdravko Dugonjić, koji su odmah prepoznali umijeće kod Delibašića. Trenirali su u dvorani Osnovne škole "Franjo Rezač", danas OŠ “Kreka”.
Član košarkaškog kluba Sloboda iz Tuzle postao je 1968. godine i u ovom klubu ostao je do 1972., kada je postao članom Bosne, odigravši i prvu utakmicu protiv KK Jugoplastike iz Splita. 
Bio je prvak Jugoslavije i Europe i osvojio Kup Jugoslavije u košarci. Za Bosnu je odigrao 700 utakmica i postigao oko 14.000 koševa. S momčadi Bosne bio je i doprvak svijeta osvojivši drugo mjesto na klupskom prvenstvu svijeta, Interkontinentalnom kupu odigranom 1979. u Brazilu. Nakon Bosne igrao je za Real Madrid, gdje se 1983. zbog izljeva krvi u mozak morao trajno umiroviti.

### Reprezentativna karijera
U dresu reprezentacije Jugoslavije (ubilježio je 176 utakmica i postigao 1.759 poena) bio je prvak Balkana, Europe, svijeta i olimpijski pobjednik.

## Trenerska karijera
Bio je prvi izbornik košarkaške reprezentacije Bosne i Hercegovine. Na Europskom prvenstvu 1993. u Njemačkoj pod njegovim vodstvom reprezentacija Bosne i Hercegovine osvojila je osmo mjesto. Godine 1995. podnio je ostavku na izborničko mjesto.

## Administrativna karijera
Bio je direktor KK Bosne iz Sarajeva, ostavši na tom mjestu do smrti 2001.

## Priznanja
Dobitnik je mnogih športskih i društvenih priznanja. 
- Godine 1980. izabran je za najboljega košarkaša u Jugoslaviji.[6]
- Četiri puta biran je za najboljega športaša Bosne i Hercegovine, a pet puta za najboljega športaša grada Sarajeva.
- Godine 2000. izabran je za športaša stoljeća u Bosni i Hercegovini.[5]

## Spomen
- Športska dvorana na sarajevskoj Skenderiji danas nosi naziv "Dvorana Mirza Delibašić".
- U spomen na njega od 2005. igra se međunarodni košarkaški turnir "Memorijal Mirza Delibašić".[7]